# John Wiley & Sons
A John Wiley & Sons, Inc. é uma editora internacional, com sede em Nova Jersey, EUA. Seu programa está concentrado na publicação de enciclopédias, livros e periódicos da área acadêmica, nas formas impressa e eletrônica, bem como produtos e serviços on-line. Dedica-se à literatura técnica e material educacional voltados a pesquisadores, técnicos das áreas médica e científica, estudantes universitários, pós-graduandos e educadores.
Atualmente a editora é proprietária de marcas como a série Frommer's e o Dicionário Webster's New World, dentre vários outros títulos próprios e oriundos de parcerias.
A editora Wiley foi fundada por Charles Wiley em Manhattan, EUA, em 1807, e inicialmente publicava apenas livros de figuras literárias do século XIX, incluindo James Fenimore Cooper, Washington Irving, Herman Melville e Edgar Allan Poe, além de títulos das áreas legal, religiosa e de não-ficção. Posteriormente a Wiley abandonou os títulos literários e passou a se concentrar nas áreas técnica, científica e de engenharia. Em 1876, a sociedade foi nomeada John Wiley & Sons. Com a instituição do Prêmio Nobel em 1901, a editora passou a publicar os trabalhos dos laureados. Desde 1996 a editora alemã Wiley-VCH é uma filial da John Wiley & Sons. Naquela época, o grupo ainda adquiriu a editora alemã Ernst & Sohn, especializada em títulos da área de engenharia civil. Em 1999 o grupo lançou a Wiley InterScience, com vários títulos de periódicos e livros com acesso on-line. Em fevereiro de 2007 a John Wiley & Sons assumiu a Blackwell Publishing.
Um fato interessante e controverso foi o banimento das publicações da John Wiley & Sons de todos os pontos de venda da empresa de computadores Apple Inc.. O motivo seria a publicação de uma biografia não autorizada do fundador da empresa, Steve Jobs. O livro com o título em inglês iCon: Steve Jobs, The Greatest Second Act in the History of Business, de Jeffrey S. Young e William L. Simon, foi publicado em 2005 e encontra-se a venda, ainda sem o título em português.